# Шэньянский Бэйлин
Шэньянский Бэйлин (кит. трад. 北陵公園, упр. 北陵公园, пиньинь Běilíng Gōngyuán, букв. «Парк 'Северная гробница'») — парк, расположенный в северной части города Шэньяна, провинция Ляонин, КНР. Территория парка составляет 3 300 000 м² и включает в себя исторические сооружения, сосновый лес и озёра.
В 1927 году правительство провинции Фэнтянь (впоследствии — Ляонин) решило основать парк, который включал бы в себя Чжаолин — могилу второго императора династии Цин, Хуан Тайцзи, и часть прилегающей территории. Сооружение гробницы продолжалось с 1643 по 1651 годы. В западной части парка располагаются цветочные сады и несколько озёр. Также на территории Бэйлина находится специализированный парк для детского отдыха.
Является частью комплекса памятников Всемирного наследия ЮНЕСКО «Гробницы императоров династий Мин и Цин».